# 巷のリアルTV カミングアウト!
巷のリアルTV カミングアウト!（ちまたのリアルティーヴィー カミングアウト）は、2015年10月16日から2016年3月18日までフジテレビで毎週金曜日 19:00 - 19:57（JST）に放送されていた教養バラエティ番組である。全14回。司法書士法人新宿事務所の一社提供番組であり、過去に特番として放送されたことが複数回ある。
2016年3月18日を以って終了。放送期間は5ヶ月だったが、20時台の『ダウンタウンなう』の2時間SPなどで度々休止され、回数は1クール強の14回であり、また最終回では司会者による終了の挨拶などは一切無かった。

## 出演

### MC
- 加藤浩次（極楽とんぼ）
- 田中みな実〈レギュラー版から〉

### アシスタント
- 中村仁美（フジテレビアナウンサー）〈特番時代〉

### レギュラー出演者
- 田中美佐子
- 小籔千豊

## 放送リスト
| 特番時代 | 特番時代             | 特番時代       | 特番時代                                                                             | 特番時代 | 特番時代 | 特番時代 |
| 回       | 放送日               | 放送時間       | 番組タイトル                                                                         | ゲスト | 備考     | 視聴率   |
| -------- | -------------------- | -------------- | ------------------------------------------------------------------------------------ | --- | -------- | -------- |
| 1        | 2013年2月16日（土）  | 13:30 - 15:25  | ぶっちゃけ告白TV!カミングアウト!                                                     | 大鶴義丹、ジャガー横田、芹那、武田修宏、千秋、つるの剛士、中尾彬、中田敦彦（オリエンタルラジオ）、藤本美貴、堀ちえみ |          | 6.8%     |
| 2        | 2013年4月5日（金）   | 23:20 - 翌0:20 | ぶっちゃけ告白TV!カミングアウト!                                                     | |          | 7.6%     |
| 3        | 2013年10月11日（金） | 19:00 - 20:54  | ぶっちゃけ告白TV!カミングアウト! 新婚・独身・バツ1・バツ2 ワケあり女のホンネ大連発SP | 浅香唯、虻川美穂子（北陽）、今井華、久保田磨希、佐藤仁美、島崎和歌子、白鳥久美子（たんぽぽ）、SILVA、田中美奈子、ダレノガレ明美、千秋、hitomi、未唯mie、水沢アキ、保田圭、大鶴義丹、JOY、つるの剛士、FUJIWARA                                        |          | 8.8%     |
| 4        | 2013年12月27日（金） | 18:00 - 20:54  | ぶっちゃけ告白TV!カミングアウト! 2013 コレを言わずに年が越せるか!                    | 虻川美穂子（北陽）、小原正子（クワバタオハラ）、狩野英孝、キンタロー。、ケンドーコバヤシ、コウメ太夫、ザブングル、ジャングルポケット、白鳥久美子（たんぽぽ）、スパローズ、ダイノジ、ダンディ坂野、板倉俊之（インパルス）、牧野ステテコ、ますだおかだ |          | 8.3%     |
| 5        | 2014年3月26日（水）  | 21:00 - 23:18  | ぶっちゃけ告白TV!カミングアウト! 結婚しなくても幸せな女たちSP                        | 三倉茉奈、白鳥久美子（たんぽぽ）、手島優、夏樹陽子、遼河はるひ、ダレノガレ明美、花田美恵子、磯野貴理、島崎和歌子、神室舞衣、北斗晶、紫吹淳、SILVA、山口もえ、JOY、千秋、hitomi、藤本美貴、土田晃之、磯山さやか                                       |          | 10.4%    |

| レギュラー版（2015年） | レギュラー版（2015年） | レギュラー版（2015年）                    | レギュラー版（2015年）                                   | レギュラー版（2015年）   | レギュラー版（2015年） | レギュラー版（2015年） |
| 回                     | 放送日                 | テーマ                                    | ゲスト                                                   | 備考                     | 視聴率                 |                        |
| ---------------------- | ---------------------- | ----------------------------------------- | -------------------------------------------------------- | ------------------------ | ---------------------- | ---------------------- |
| 1                      | 10月16日               | 夫に言えない妻の秘密                      | 田中美佐子、東尾理子、小峠英二（バイきんぐ）、佐藤栞里   |                          | 5.4%                   |                        |
| 2                      | 10月23日               | 私の周りのご近所トラブル                  | 井戸田潤（スピードワゴン）、高畑裕太、田中美佐子、椿鬼奴 |                          | 5.1%                   |                        |
| 3                      | 10月30日               | 私ダマされちゃいましたSP!                 | くわばたりえ（クワバタオハラ）、高梨臨                   | 2時間SP（19:00 - 20:54） | 7.0%                   |                        |
| 4                      | 11月13日               | あなたの周りにも必ずいる!最強モンスター客 | 長嶋一茂、おのののか                                     |                          |                        |                        |
| 5                      | 11月20日               | 天国!?地獄!?ダイエットにハマった女たち!!  | くわばたりえ（クワバタオハラ）、磯山さやか               |                          |                        |                        |
| 6                      | 11月27日               | 突然あなたも狙われる!?ストーカー体験      | 三船美佳、西山茉希                                       |                          | 4.4%                   |                        |
| 7                      | 12月4日                | 理解できない夫の行動                      | 丸岡いずみ、椿鬼奴                                       |                          |                        |                        |
| 8                      | 12月18日               | 我が家のトラブル!アレで突破しましたSP     | くわばたりえ、ゆいP（おかずクラブ）                      | 2時間SP（19:00 - 20:54） |                        |                        |

| レギュラー版（2016年） | レギュラー版（2016年） | レギュラー版（2016年）                  | レギュラー版（2016年）                   | レギュラー版（2016年） | レギュラー版（2016年） | レギュラー版（2016年） |
| 回                     | 放送日                 | テーマ                                  | ゲスト                                   | 備考                   | 視聴率                 |                        |
| ---------------------- | ---------------------- | --------------------------------------- | ---------------------------------------- | ---------------------- | ---------------------- | ---------------------- |
| 9                      | 1月15日                | カミングアウト!トラブル突破法スペシャル | 藤本美貴、ホラン千秋                     |                        |                        |                        |
| 10                     | 1月29日                | 我慢できない!私のストレス解消法         | 保田圭、くわばたりえ（クワバタオハラ）   |                        |                        |                        |
| 11                     | 2月5日                 | コンプレックス突破法                    | 福田萌、益若つばさ                       |                        |                        |                        |
| 12                     | 2月12日                | トラブル突破法                          | くわばたりえ（クワバタオハラ）、高畑裕太 |                        |                        |                        |
| 13                     | 2月26日                | 理解できないサイテー男!                 | 田中美佐子、小籔千豊                     |                        |                        |                        |
| 14                     | 3月18日                | 女が嫌いなオンナSP                      | 磯山さやか、保田圭                       |                        | 3.9%                   |                        |

## ネット局
| 放送対象地域   | 放送局                    | 系列                                         | 放送日時           | 遅れ       | 脚注   |
| -------------- | ------------------------- | -------------------------------------------- | ------------------ | ---------- | ------ |
| 関東広域圏     | フジテレビ（CX）          | フジテレビ系列                               | 金曜 19:00 - 19:57 | 同時ネット | 制作局 |
| 北海道         | 北海道文化放送（uhb）     | フジテレビ系列                               | 金曜 19:00 - 19:57 | 同時ネット |        |
| 岩手県         | 岩手めんこいテレビ（mit） | フジテレビ系列                               | 金曜 19:00 - 19:57 | 同時ネット |        |
| 宮城県         | 仙台放送（OX）            | フジテレビ系列                               | 金曜 19:00 - 19:57 | 同時ネット | [ 2 ]  |
| 秋田県         | 秋田テレビ（AKT）         | フジテレビ系列                               | 金曜 19:00 - 19:57 | 同時ネット |        |
| 山形県         | さくらんぼテレビ（SAY）   | フジテレビ系列                               | 金曜 19:00 - 19:57 | 同時ネット |        |
| 福島県         | 福島テレビ（FTV）         | フジテレビ系列                               | 金曜 19:00 - 19:57 | 同時ネット |        |
| 新潟県         | 新潟総合テレビ（NST）     | フジテレビ系列                               | 金曜 19:00 - 19:57 | 同時ネット |        |
| 静岡県         | テレビ静岡（SUT）         | フジテレビ系列                               | 金曜 19:00 - 19:57 | 同時ネット |        |
| 富山県         | 富山テレビ（BBT）         | フジテレビ系列                               | 金曜 19:00 - 19:57 | 同時ネット | [ 3 ]  |
| 石川県         | 石川テレビ（ITC）         | フジテレビ系列                               | 金曜 19:00 - 19:57 | 同時ネット |        |
| 中京広域圏     | 東海テレビ（THK）         | フジテレビ系列                               | 金曜 19:00 - 19:57 | 同時ネット |        |
| 島根県・鳥取県 | 山陰中央テレビ（TSK）     | フジテレビ系列                               | 金曜 19:00 - 19:57 | 同時ネット |        |
| 広島県         | テレビ新広島（tss）       | フジテレビ系列                               | 金曜 19:00 - 19:57 | 同時ネット |        |
| 愛媛県         | テレビ愛媛（EBC）         | フジテレビ系列                               | 金曜 19:00 - 19:57 | 同時ネット |        |
| 高知県         | 高知さんさんテレビ（KSS） | フジテレビ系列                               | 金曜 19:00 - 19:57 | 同時ネット |        |
| 佐賀県         | サガテレビ（STS）         | フジテレビ系列                               | 金曜 19:00 - 19:57 | 同時ネット |        |
| 長崎県         | テレビ長崎（KTN）         | フジテレビ系列                               | 金曜 19:00 - 19:57 | 同時ネット |        |
| 熊本県         | テレビ熊本（TKU）         | フジテレビ系列                               | 金曜 19:00 - 19:57 | 同時ネット |        |
| 大分県         | テレビ大分（TOS）         | フジテレビ系列 日本テレビ系列                | 金曜 19:00 - 19:57 | 同時ネット |        |
| 鹿児島県       | 鹿児島テレビ（KTS）       | フジテレビ系列                               | 金曜 19:00 - 19:57 | 同時ネット |        |
| 岡山県・香川県 | 岡山放送（OHK）           | フジテレビ系列                               | 土曜 15:00 - 16:00 | 遅れネット | [ 4 ]  |
| 宮崎県         | テレビ宮崎（UMK）         | フジテレビ系列 日本テレビ系列 テレビ朝日系列 | 土曜 10:30 - 11:30 | 遅れネット |        |
| 青森県         | 青森朝日放送（ABA）       | テレビ朝日系列                               | 水曜 15:57 - 16:50 | 遅れネット | [ 5 ]  |
| 近畿広域圏     | 関西テレビ（KTV）         | フジテレビ系列                               | 不定期放送         | 遅れネット |        |

- あくまで全編ローカルセールス枠の番組であるため、通常時は同時ネットの局であっても、一部ネット局では週によっては自主編成を行う場合がある。その場合は他日に振替放送するか臨時非ネットとする。
- 2時間SP放送時は、20時台がネットワークセールス枠のため、通常時の非ネット・遅れネット局（通常時のネット局であっても当日自主編成への差し替えを行った場合を含む。）・不定期ネット局では19:57からの短縮版を放送する。ただ、テレビ宮崎や青森朝日放送では、2時間SPについては短縮版を遅れネットするか、あるいはそのSP回自体の放送を飛ばす場合もある。

### 過去のネット局
- テレビ西日本
  - 放送開始から土曜 12:00 - 12:57に遅れネットで放送していたが、視聴率が不調であったため1ヶ月早く2016年2月13日(フジテレビ2016年2月5日放送分)をもって打ち切り。以降は「ネプリーグ」再放送や自社制作番組などで穴埋めした。

## 主なスタッフ

### レギュラー版
- 編成企画：武田誠司
- ナレーター：真地勇志
- 構成：板坂尚、水野宗徳、藤田俊哉、高橋秀一、佐藤大地／石原健次
- TD・SW：松井光太郎
- CAM：飯島知紀
- VE：藤崎康広
- 音声：盛田浩樹
- 照明：中辻貴文
- TP：辻本豊
- TK：水野久美
- EED：黒田昌志
- MA：阿部雄太
- 音響効果：高田智彰、佐伯綾乃
- 美術制作：内藤佳奈子
- デザイン：永井達也
- 美術進行：村瀬大
- 大道具制作：浅見大
- 大道具操作：宮路博貴
- アクリル装飾：堀内重彰
- 電飾：後藤佑介
- 装飾：門間誠
- マルチ：大高貢
- 花装飾：荒川直史
- 衣裳：佐伯友子
- メイク：渡辺千亜弥
- CG：松山真浩
- イラスト：今野さと子
- 技術協力：fmt、VIC、IMAGICA、BABY SOUND LUCK、デジデリック、Style-0
- リサーチ：フルタイム、メガバックス7
- 協力：アディーレ法律事務所
- Special Thanks：清水泰貴
- AD：松尾宗之
- AP：渡辺舞、高橋尚輝
- キャスティング：大西訓世
- 制作プロデューサー：宇和川隆、須藤景子
- ディレクター：木村大介、松井英泰、亀田剛、立浪貴司、小林一丈、高橋行広、乃美有紀子、坂上祐生、池山喜勇、常盤俊郎、三谷三四郎
- 演出：後藤美和
- 総合演出／プロデューサー：立浪仁志
- 制作協力：NEXTEP、クリーク・アンド・リバー社
- 企画制作：フジテレビ
- 制作著作：Hi-STANDARD

### スペシャル版
第5回（2014年3月）放送分
- 企画：清水泰貴
- ナレーター：真地勇志
- 構成：板坂尚、水野宗徳、松田敬三、川島カヨ
- TD／SW：大山浩文
- CAM：斉藤佳久
- VE：富澤貴啓
- 音声：佐藤浩一
- 照明：前島秀之
- VTR編集：小北幸弘
- EED：井上三郎、望月和哉
- MA：阿部雄太（第4・5回）
- 音響効果：清水康義
- 美術制作：内藤佳奈子
- デザイン：棈木陽次
- 美術進行：矢野雄一郎
- 大道具制作：斎藤隆史
- 大道具操作：内堀圭一
- アクリル装飾：織田秀幸
- 電飾：青木紀和
- 生花装飾：荒川直史
- マルチ：野崎祐康（野崎裕康）
- メイク：原田智佳
- CG：松山真浩
- イラスト：今野さと子
- 技術協力：fmt、VIC、IMAGICA、VALSE inc.、デジデリック
- 撮影協力：アディーレ法律事務所
- AD：松尾宗之、香月信、佐脇基之、唐川英明、井上知奈美、津和真季、中村優、俵本花純
- AP：渡辺舞
- キャスティング：大西訓世
- ディレクター：岸宏美、小田切大輔、木村大介、立浪貴司、大谷眞純、太田和騎
- 演出：後藤美和
- 総合演出／プロデューサー：立浪仁志
- 制作協力：Hi-STANDARD
- 制作著作：フジテレビ

### 過去のスタッフ
- ナレーター：佐藤アサト、金月真美、有島モユ
- 音声：山下耕平（第2回）
- MA：宝積伸示（第2回）
- 音響効果：小林千寿（第3回）
- 大道具制作：高橋千鶴（第2 - 4回）
- メイク：吉田みわ（第2回）
- イラスト：森本レオリオ（第4回）
- 技術協力：八峯テレビ、FLT（八峯・FLT→第1,2回）、プロジェクト80（第1 - 3回）
- リサーチ：フルタイム（第3回）
- キャスティング：加治佐謙一（第3回）
- ディレクター：足立達哉、村上俊教（足立・村上→第3回）